# Уевар-дель-Альхарафе
Уевар-дель-Альхарафе (ісп. Huévar del Aljarafe) — муніципалітет в Іспанії, у складі автономної спільноти Андалусія, у провінції Севілья. Населення — 2658 осіб (2010).
Муніципалітет розташований на відстані близько 410 км на південний захід від Мадрида, 25 км на захід від Севільї.

## Демографія
Динаміка населення (INE ):